# Taz Russki
Taz Russki (en rus: Таз Русский) és un poble del krai de Perm, a Rússia, que en el cens del 2010 tenia 175 habitants.